# Tecmo Super Bowl
Tecmo Super Bowl es un videojuego de fútbol americano de la NFL lanzado en 1991 por Tecmo para la Nintendo Entertainment System. Según el ranking Top 100 de los mejores juegos de la historia de la IGN este juego aparece en el lugar 24, eso quiere decir que el juego es considerado como el mejor juego deportivo de todos los tiempos, por encima de juegos como NHL '94 de EA, Virtua Tennis de Sega, Baseball Stars de SNK entre otros.

## Características
El juego fue el primero en su estilo en incluir licencias de la NFL y NFLPA y todos los equipos. Tenía casi todos los jugadores de la temporada de 1991 faltándoles Jim Kelly de los Buffalo Bills, Randall Cunnigham de Philadelphia Eagles y Bernie Kosar de Cleveland Browns.
Podías jugar una temporada entera hasta el Super Bowl.
Durante el partido, solo contabas con 8 jugadas ofensivas y 8 defensivas a elegir, de las cuales 4 son asignadas a jugadas por carrera y 4 por pase.
Cada vez que ocurría un suceso importante en el partido, (un tochdown, una captura de Quarterback, un gol de campo, etc.), aparecía una cinemática muy llamativa para la época.
Hoy en día, un juego más famoso que Retro Bowl, lanzado en 2020, toma inspiración de Tecmo Bowl. 

## Modo de juego
El juego consta de tres modos de juego: Pro Bowl, Pretemporada y Temporada; con la posibilidad de jugar hasta dos jugadores simultáneos.
Cuando empieces un partido, habrá un volado,  de ganarlo podrás elegir entre dar el KickOff o regresarlo.
Ya en juego, cuando atacas, se presentaran 8 jugadas ofensivas, 4 jugadas de pase y 4 jugadas terrestres. Cada una de estas jugadas se ejecutaba con una combinación de botones. El juego defensivo es muy similar al ofensivo, pudiendo elegir entre cubrir pase o carrera.